# 巨曾倍津嶋
巨曾倍 津嶋（こそべ の つしま、生没年不詳）は、奈良時代の貴族。姓は朝臣。官位は長門守・外従五位下。名は対馬とも表記される。

## 出自
許曾倍朝臣（許曾倍氏・巨曾倍氏・社戸氏）は『新撰姓氏録』「左京皇別」によると、「阿倍朝臣と同祖で、「大彦命之後也」とある。氏の名称は、摂津国島上郡古曾部（現在の大阪府高槻市古曾部町）にもとづくものである。

## 経歴
天平2年（730年）12月の『大倭国正税帳』に名前が現れるのが初見。「介正六位上勲十二等」と署名されている。
同4年（732年）8月、山陰道節度使の判官として、外従五位下を授けられた。この時の山陰道節度使の長官は多治比県守。
同10年（738年）8月20日、長門守の時、右大臣橘諸兄宅での宴で詠んだとされる
の2首が『万葉集』に収められている。

## 官歴
- 天平2年（730年）正六位上大和介
- 天平4年（732年） 8月27日：外従五位下、山陰道節度使判官
- 天平10年（738年） 8月20日頃：長門守